# Hippolyte Xavier Garimond
 (juillet 2024).
Si vous disposez d'ouvrages ou d'articles de référence ou si vous connaissez des sites web de qualité traitant du thème abordé ici, merci de compléter l'article en donnant les références utiles à sa vérifiabilité et en les liant à la section « Notes et références ».
Hippolyte Xavier Garimond, né le 10 juillet 1820 à Montpellier, et mort le 7 septembre 1903 à Paris 14e, est un hautboïste et compositeur français.

## Biographie
Hippolyte Garimond fait ses études au Conservatoire de Paris, où il est l'élève de Gustave Vogt. Il obtient dans cet établissement un second prix en 1840, puis le premier prix l'année suivante. Il se produit alors comme concertiste et devient hautbois solo de l'orchestre du Théâtre-Italien. Comme compositeur, on lui doit de nombreuses œuvres pour son instrument, ainsi qu'une Méthode élémentaire pour hautbois ancien et nouveau systèmes, publiée en son temps aux éditions Leduc. En édition moderne, est seulement disponible aujourd'hui un Air varié pour hautbois seul, paru chez Egge Verlag.

## Œuvres
- La Maconnaise, fantaisie pour hautbois avec accompagnement de piano, op. 1, éd. Richault (1855)
- Variations sur un thème de Méhul pour hautbois avec accompagnement de piano, op. 2, éd. Richault (1857)
- Variations sur la Tyrolienne pour hautbois avec accompagnement de piano, op. 4, éd. Richault (1859)
- Fantaisie sur La Somnambula de Bellini pour hautbois avec accompagnement de piano, op. 5, éd. Richault (1860)
- Andante et boléro pour le hautbois avec accompagnement de piano, op. 6, éd. Richault (1863)
- 1er Air varié pour le hautbois avec accompagnement de piano, op. 7, éd. Richault (1863)
- Air suisse pour hautbois et piano (ou quatuor), op. 9, éd. Richault (1876)
- Récréations musicales, 16 petites fantaisies pour hautbois seul, éd. Leduc (1867)
- Air varié pour hautbois avec accompagnement de piano, éd. Leduc (1875)
- Méthode élémentaire pour hautbois ancien et nouveau systèmes, éd. Leduc (1880)
- 12 fantaisies pour hautbois et piano concertants, éd. Leduc